# Малянув (Великопольське воєводство)
Малянув (пол. Malanów) — село в Польщі, у гміні Малянув Турецького повіту Великопольського воєводства.
Населення — 1668 осіб (2011).
У 1975-1998 роках село належало до Конінського воєводства.

## Демографія
Демографічна структура станом на 31 березня 2011 року:
|          | Загалом | Допрацездатний вік | Працездатний вік | Постпрацездатний вік |
| -------- | ------- | ------------------ | ---------------- | -------------------- |
| Чоловіки | 840     | 187                | 597              | 56                   |
| Жінки    | 828     | 188                | 479              | 161                  |
| Разом    | 1668    | 375                | 1076             | 217                  |